# Литературный архив Х. Б. Яссина

Группа индонезийских поэтов вручают директору Литературного архива Х.Б. Яссина Ариани Иснамурти антологию современной поэзии Индонезии «В поисках мечты», изданную в Москве издательством «Ключ-С» в 2016 г.(28 февраля 2017 г.)

Литературный архив Х. Б. Яссина (индон.  Pusat Dokumentasi sastra H. B. Yassin)  - крупнейшее в Индонезии собрание материалов по истории индонезийской литературы. Функционирует и как библиотека.
Создан в Джакарте в 1976 году на основе коллекции книг известного писателя и литературоведа Х. Б. Яссина, ставшего руководителем центра. В фондах - редкие произведения и рукописи индонезийских писателей и поэтов, в т. ч. Хаирила Анвара, Сануси Пане, Рендры  и др., книги, фотографии, статьи, диссертации, микрофильмы, кассеты и другие материалы, отражающие события литературной жизни Индонезии.
В составе Центра находится также  библиотека на русском языке, которую привёз из  Москвы писатель и переводчик Кусалах Субагио Тур , учившийся в 1960-1965 гг. в  Университете дружбы народов им. Патриса Лумумбы. 
По состоянию на 2013 год объём хранения составил около 174 тыс. единиц . 
Территориально расположен в Парке Исмаила Марзуки. Финансируется за счёт городского бюджета Джакарты.